# Enrico Caruso
Enrico Caruso (Napulj, 25. veljače 1873. – Napulj, 2. kolovoza 1921.), talijanski operni pjevač, tenor.
Pjevao je na svim većim europskim i američkim opernim pozornicama. Od 1904. godine je prvi tenor opere Metropolitan u New Yorku. Stekao je reputaciju najvećeg tenora svoga vremena. Ostvario je repertoar od 67 uloga lirskog i dramatskog žanra te bio uzoran interpret verističkih opera. Pjevao je i talijanske kancone. Bio je majstor klasičnoga talijanskog vokalnog stila i tehnike, a publiku je fascinirao svojim sonornim izražajnim glasom, jedinstvenim po baršunastoj mekoći i boji. 

## Vanjske poveznice

### Sestrinski projekti
|  | Zajednički poslužitelj ima još gradiva o temi Enrico Caruso |

### Mrežna mjesta
- LZMK / Proleksis enciklopedija: Caruso, Enrico
- Enrico Caruso u internetskoj bazi filmova IMDb-u (engl.)